# Rosa Gallego del Peso
Rosa Gallego del Peso (Bétera, Valencia 1955) es artista plástica española, su obra esta configurada por la pintura, fotografía y escultura. Ganadora en dos ocasiones el Premio Extraordinario Reina Sofía de la Asociación Española de Pintores y Escultores, en los años 2004 y 2005.

## Trayectoria

### Artística
La actividad creadora de Rosa Gallego del Peso la ha llevado a transitar y explorar en diferentes territorios artísticos como, pintura, escultura, fotografía, instalaciones o performans combinando la reflexión y la ejecución dentro de un contesto social. La preocupación por la naturaleza y los daños medioambientales, la ha trasladado a su obra, trabajando con materiales reciclados e interviniendo en actuaciones performativas individuales y colectivas de llamada de atención o de protesta frente al cambio climático y la contaminación de los océanos.
A lo largo de su trayectoria artística su estilo no se encasilla, es arriesgado e inconformista pero sobre todo comprometido socialmente y en especial con la mujer.  La geometría constructivista, el color y el ritmo que imprime a sus obras provocan una variedad de emociones en quién las contempla. Utiliza técnicas mixtas, collage y materiales reciclados para transmitir mensajes de transformación y resistencia.
Rosa del Gallego del Peso pertenece al movimiento de la Abstracción geométrica, del Expresionismo y del Arte feminista, así como también esta encuadrada en el Land art.
Es la autora de la escultura del Premio literario de Novela Histórica de Pozuelo de Alarcón.
Fue la encargada de diseñar el logotipo y cartel conmemorativo del centenario de la Asociación Española de Pintores y Escultores, AEPE. 
Directora de asesoramiento artístico en Museo Arte y Cultura. 

### Compromiso feminista
En sus obras siempre está presente la denuncia social y la defensa de los derechos de la mujer,
En 2017 en la Universidad Nacional de Educación a Distancia (UNED), presentó la exposición Pertenencias. Arte Visual en prevención y contra la violencia de género, en 2019 inauguró Miradas con huella en el centro cultural Casa de Vacas del Parque del Retiro en Madrid, una muestra que abordó el maltrato psicológico y la mutilación genital femenina. La “Violencia obstétrica” la abordó en la serie Siempre Amanece presentada en el Archivo del Reino de Mallorca.  No es no y Sombrillas como símbolo de fertilidad en el Parlamento de las Islas Baleares o Niñas y niños y Cruel realidad en Casal Solleric.
Obras de apoyo a la Mujer con cáncer de mama descubiertas por la Dra. Mercedes Herrero, se verán en HM Hospitales en: Madrid, Galicia, León y Barcelona.

### Actividad Cultural y colaborativa
Ha desarrollado una actividad colaborativa y de promoción artística formando parte de diversos colectivos como a la Asociación Española de Pintores y Escultores, el Museo Arte y Cultura, el Grupo Creart IFEMA, el Grupo Arte Actual, el Grupo EÑE, el Colectivo Mujeres Pintoras de Pozuelo, el Grupo Pro Arte y Cultura, la Asociación EmPoderArte o el Colectivo ColecciónArte.
En algunas de estas asociaciones ha llevado a cabo tareas ejecutivas como la vicepresidencia de la Asociación Española de Pintores y Escultores en el periodo de 2004 a 2012.

## Obras y exposiciones
A lo lago de su carrera ha participado en exposiciones colectivas e individuales,  con diferentes obras o propuestas artísticas como ejemplo:
Freedom Art organizada por ProArte y Cultura; The Lemon Art Exhibition Tour galería de arte urbano itinerante que recorre Europa.Pertenencias
Homenaje a Picasso.
Miradas con huella en el Centro Casa de Vacas del Retiro; Pertenencias. Arte Visual en prevención y contra la violencia de género; Siempre Amanece; No es no; Sombrillas como símbolo de fertilidad; Niñas y niños;  Cruel realidad;
Órgano homenaje al olivo, realizada en tubos de metal engazados a un olivo, pieza que se hace sonora cuando el aspersor del agua baña los tubos.

## Premios
Ha recibidos numerosos premios, ente los que se citan:
- Rosa Gallego es la única mujer que ha ganado en dos ocasiones el Premio Extraordinario Reina Sofía de la Asociación Española de Pintores y Escultores, en los años 2004 y 2005 con las obras Homenaje I y Abstracto 15.
- Primer Premio Centenario de La Gran Vía de Madrid
- Primer Premio EL PUNTO DE LAS ARTES
- Medalla Eduardo Chicharro de la AEPE
- Primer Premio El Corte Inglés en el Salón de Otoño de la AEPE
- Primer Premio en el Taller del Prado
- Primer Premio Cenáculo Internacional Arte-Cultura VERBUMLANDI-ART (Marche-Italia)
- Primer Premio Ayuntamiento de Madrid Área de las Artes,
- Primer Premio Caja Duero Ávila,
- Primer Premio Lorenzo Aguirre
- Premio Ayuntamiento de Valdepeñas,
- Segundo Premio Día de la Mujer Leganés, Madrid
- Segundo Premio Colección Fundación Amigos de Madrid
- Segundo Premio cita con el Arte Valencia,
- Primer Premio del Certamen Land Art y otras actuaciones en la Naturaleza, convocado en la Casa Museo El Romeral.[11]

## Colecciones
La obra de Rosa del Peso forma parte de diferentes colecciones tanto públicas como privadas en países como España, Bélgica, Portugal, Alemania, Austria, Venezuela, México, Italia, Argentina, Principado de Mónaco, etc
En museos e instituciones:
Asociación Española de Pintores y Escultores en Madrid
Calcografía Nacional
Biblioteca Nacional en Madrid
Fundación Amigos de Madrid 
Fundación Santa María de Albarracín (Teruel)
Museo de Arte Contemporáneo de Vilafamés (Castellón)
Museo Ulpiano Checa, Colmenar de Oreja (Madrid)
Museo de la Ciudad Móstoles (Madrid)